# Arnaut Daniel
Arnaut Daniel fue un caballero y trovador provenzal que vivió entre la segunda mitad del siglo XII y comienzos del siglo XIII, ejerciendo su actividad poética entre 1180 y 1210.

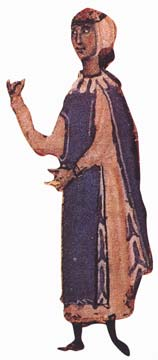
Arnaut Daniel en un grabado del.

Nació en Ribérac (Dordoña) en una fecha desconocida, pero que puede situarse en torno al 1150 o 1160. En uno de sus poemas menciona que asistió a la coronación del rey Felipe II Augusto (1180), y era ya un trovador conocido en torno al año 1195. Fue un estudioso de letras y servidor de la juglaría y contemporáneo de Bertrán de Born. Creó un «original mundo poético» repleto de conceptismo.
Es el más insigne representante del estilo llamado trobar ric, con un especial interés por la novedad y la singularización de la métrica, las rimas, los conceptos y el uso de palabras no empleadas anteriormente por otros trovadores. En uno de sus poemas, manifiesta que el arte de componer versos equivalente al arte del joyero, que lima y pule su obra hasta aproximarla a la perfección.
Se le considera el creador de la sextina, como la que lleva por título «El alma enfadada, y harta de esta vida, suspira por la eterna estancia», de evocaciones e imágenes místicas. El precedente es la canción Es resplan, de Raimbaut d'Aurenga, cuyas dificultades son superadas por Arnaut Daniel. En sus sextinas, se encuentran versos de diferente medida (7, 10, 10, 10, 10 10) y tanto verbos como sustantivos en las palabras de cierra de verso (normalmente suelen ser sustantivos las dos palabras finales de cada verso). Además, suelen ser extrañas palabras bisílabas y paroxítonas, que se repiten a lo largo de seis estrofas. Su disposición coincide con la colocación de los puntos en los dados: 6-1, 5-2, 4-3.
Se conservan 18 poemas escritos por él, entre 1169 y 1195, dos de ellos con música y todos, salvo uno, de tema amoroso.

## Primera obra
Se considera que su primera obra fue «Lo ferm voler qu'el cor m'intra» («El firme deseo que se aloja en mi corazón»):

I
El firme deseo que en el corazón me entra
no me lo pueden arrancar pico ni uña
de adulador, que por hablar mal pierde su alma;
y como no me atrevo a pegarle con rama ni vara,
aunque sea a escondidas, allí donde no tenga tío,
gozaré del gozo, en el jardín o en la habitación.

II

Cuando me acuerdo de la habitación

en la que sé, para mi mal, que nadie entra

y que todos me vigilan más que hermano o tío,

entonces, todos los miembros me tiemblan, hasta la uña

tal como el niño ante la vara:

tanto miedo tengo de no ser suyo de toda alma.

III

¡Con el cuerpo lo sería, no con el alma,

si me acogiera en su habitación!

Más me hiere el corazón que golpe de vara

pues allí donde ella está, su servidor no entra;

siempre seré con ella como carne y uña

y no creeré consejo de amigo ni de tío.

IV

Nunca, a la hermana de mi tío

la amé tanto, ¡por mi alma!

Pues tan cerca como está el dedo de la uña,

si lo aceptara, querría estar yo de su habitación;

de mí puede hacer Amor, que en el corazón me entra,

más a su gusto que hombre fuerte con débil vara.

V

Desde que floreció la seca vara

y descendieron de Adán sobrinos y tíos,

tan fiel amor como el que en el corazón me entra

no creo que existiese nunca en cuerpo ni en alma;

dondequiera que esté, en plaza o en su habitación,

mi corazón no se separa de ella ni la distancia de una uña.

VI

Así une y se aúña

mi corazón a ella como la corteza en la vara;

pues ella me es torre de gozo y palacio y habitación

y no amo otro tanto a hermano, pariente ni tío:

en el paraíso tendrá doble gozo mi alma

si por amar hay quien allí entra.

VII
Arnaldo envía su canción de uña y de tío
con permiso de aquella que tiene de su vara el alma,
a su Deseado, cuyo mérito en la habitación entra.

## Estilo
Escribió canciones, como «L´aura´amara fals bruels brancutz» («La brisa amarga hace que los bosquecillos frondosos») y «Doutz brais e crizt» («Dulces gorjeos y gritos»). El gusto por el color y la luz son característicos de la literatura medieval, y su percepción provoca el joi (gozo) del trovador hasta un nivel casi espiritual, como se muestra en el siguiente fragmento de Arnaut Daniel, con una técnica puntillista. El cromatismo de la cançó (colores rethorici) refleja la grandeza del Amor:

Er vei vermeills, vertz, blaus, blancs, gruocs,
vergiers, plais, plans, tertres e vaus;

e·il votz dels auzels son' e tint
ab douz acort maitin e tard:
so·m met en cor q'ieu colore mon chan
d'un'aital flor don lo fruitz si'amoros
e jois lo grans e l'olors d'enuo grandes.

Ahora veo rojos, verdes, azules, blancos y amarillos,
vergeles, matorrales, llanuras, colinas y valles;
y la voz de los pájaros suena y tintinea
con dulce acorde mañana y tarde:
esto me lleva a colorear mi canto
con tal flor cuyo fruto sea amor,
su grano sea gozo y cuyo olor sea ahorro de enojo.

## Influencia
La canción amorosa «Ab gai so» comienza con una comparación de la labor de la creación de la poesía con el trabajo artesano y concluye con una «jactanciosa tornada que imitaron, entre otros, Ezra Pound, Ausias March en el poema 64 y Petrarca en el soneto 212 y en la sextina 239». Este último, en sus Triunfos, le consideraba un «gran maestro d'amore» y «fra tutti il primo» («el mejor entre todos»).
También Dante lo tuvo en gran estima: en su Divina Comedia lo encuentra en el Purgatorio (Canto XXVI, 117), donde, por boca de Guido Guinizzelli, lo llama «il miglior fabbro del parlar materno» («el mejor forjador del habla materno»). En De vulgari eloquentia, Dante afirmó que Arnaut Daniel destacó cantando en el amor y lo ejemplifica con «L'aur'amara»: esta composición constituye un «laberinto de rimas caras en breves unidades, lo que implica una expresión elíptica y hace posibles varias interpretaciones».

## Galería

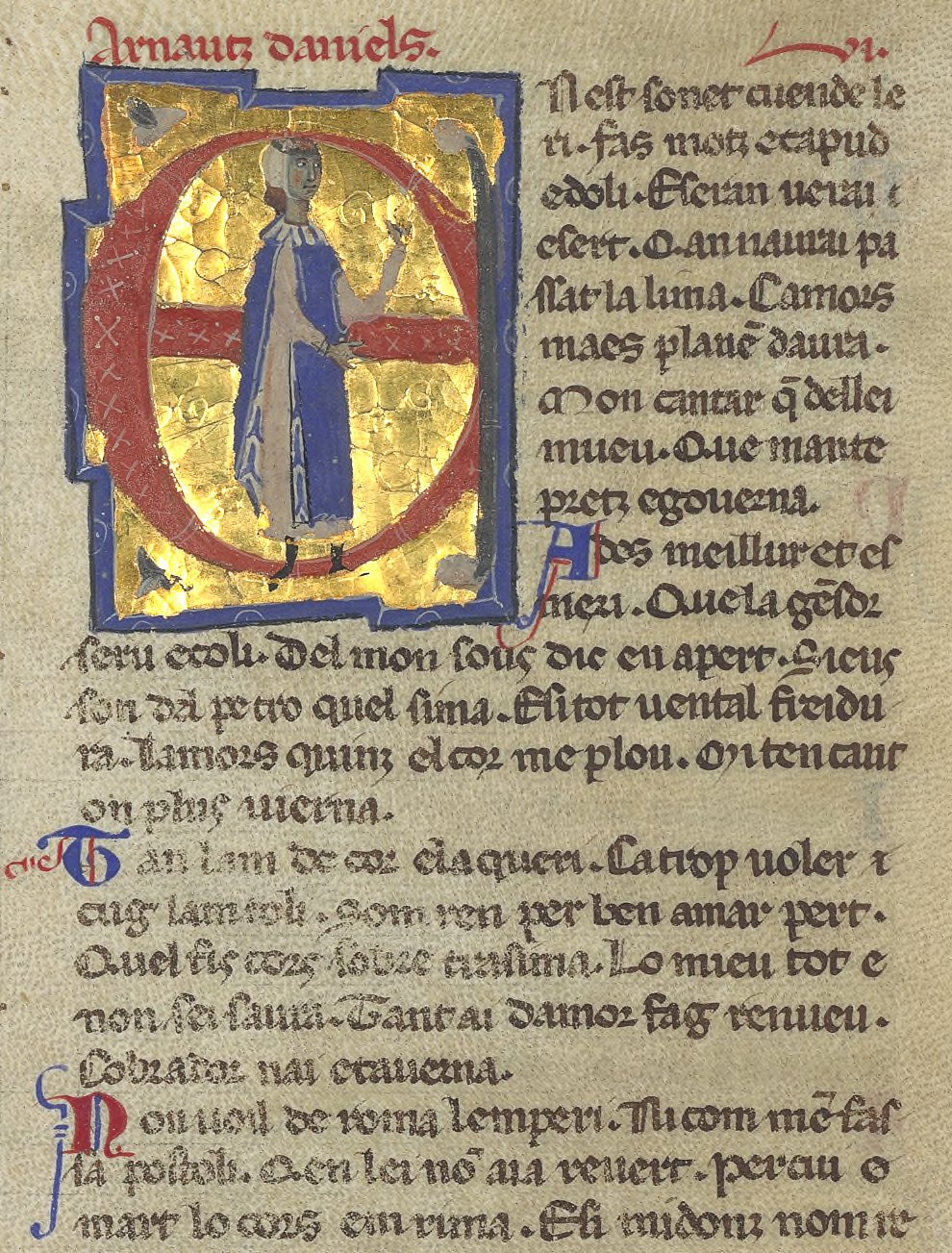
Página de un cancionero provenzal del s. XIII.
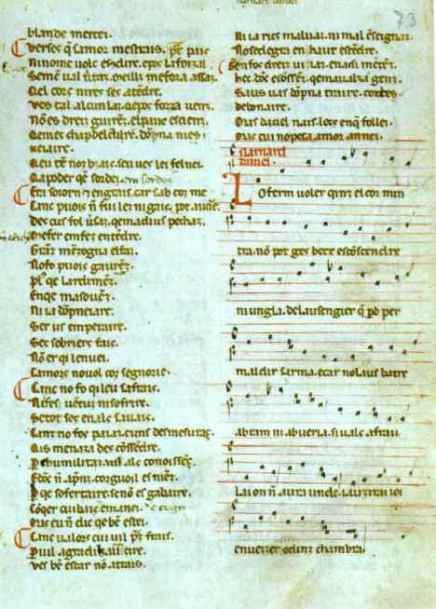
Sextina "Lo ferm voler qu'el cor m'intra" ("El firme deseo que se aloja en mi corazón"). Manuscrito conservado en la Biblioteca Ambrosiana de Milán.
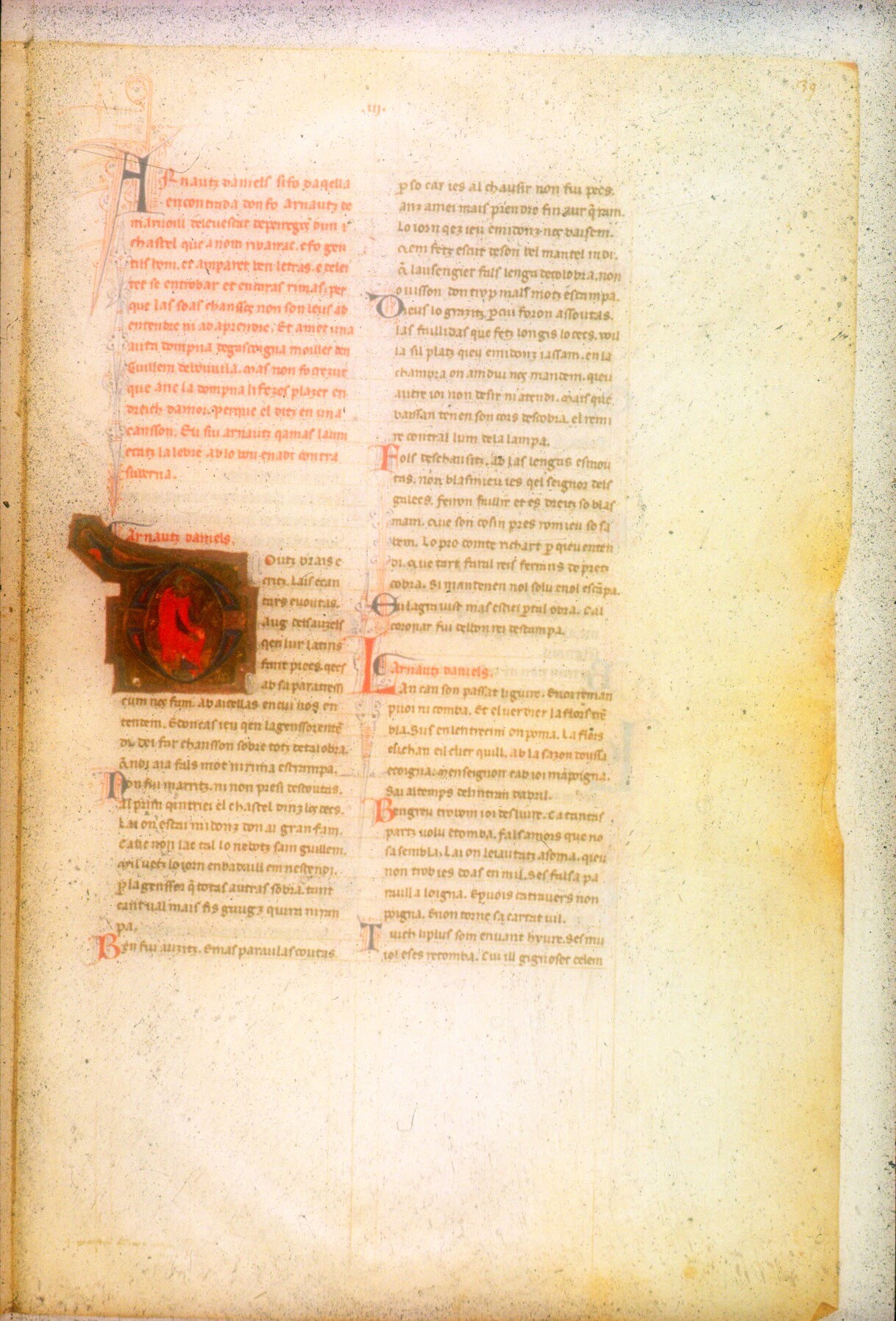
Página de un manuscrito de finales del s. XIII o principios del s. XIV en la que se halla la letra de "Doutz brais e critz", de Arnaut Daniel. Biblioteca Apostólica Vaticana, lat. 5232 - fol. 39r